# Leviathan (película de 1989)
Leviathan (Leviathan: El demonio del abismo en España, Leviathan, terror en la profundidad en México y Leviathan en Argentina) es una película de aventuras de 1989 dirigida por George P. Cosmatos y protagonizada por Peter Weller, Richard Crenna y Amanda Pays.

## Argumento
Bajo el mar hay una base minera submarina, donde habitan 8 personas, las cuales están dedicadas a la búsqueda de materiales para extraerlos a la superficie. En una de sus misiones bajo el mar ellos descubren un submarino soviético hundido, en el que todo demuestra, que estaban realizando experimentos genéticos en ella.
También descubren, que, como resultado de esos experimentos, surgió una monstruosa criatura prácticamente indestructible. Finalmente los problemas para la tripulación de la base minera no acaban aquí, ya que aquellos miembros de la base submarina expuestos directamente a los resultados erróneos de este experimento comienzan también a sufrir directamente en ellos mismos un cambio que los convertiría en medio peces.
La lucha por escapar del lugar y destruir a ese monstruo será lo que marque su inmediato destino, porque sino serán devorados por éste.

## Reparto
| Actor           | Personaje                   |
| --------------- | --------------------------- |
| Peter Weller    | Steven Beck                 |
| Richard Crenna  | Dr. Glen 'Doc' Thompson     |
| Amanda Pays     | Elizabeth 'Willie' Williams |
| Daniel Stern    | Buzz 'Sixpack' Parrish      |
| Ernie Hudson    | Justin Jones                |
| Michael Carmine | Tony 'DeJesus' Rodero       |
| Lisa Eilbacher  | Bridget Bowman              |
| Héctor Elizondo | G. P. Cobb                  |
| Meg Foster      | Sra. Martin                 |
| Eugene Lipinski | Capitán de barco ruso       |

## Producción
El anuncio del proyecto de James Cameron The Abyss (1989) parecía indicar que esta película iba a ser un gran éxito a la altura de su anterior film, Aliens (1986), ya que llegaban noticias de que era una gran producción que incluiría nuevos y rompedores efectos especiales. Esto puso en marcha de forma casi inmediata distintas producciones que partían de lo que se sabía del argumento de Abyss e intentaron estrenarse a tiempo para aprovechar su éxito esperado. Es así como, entre otros filmes, se decidió desarrollar esta película.
Después de un retraso se empezó a filmar la película el 18 de abril de 1988 en Roma, Italia. Casi todas las tomas en interiores se realizaron en Cinecittá Film Studios, mientras que el rodaje en el mar tuvo lugar en Malta. Una vez terminado el rodaje, el filme se estrenó el 17 de marzo de 1989.

## Recepción
Como Abyss no funcionó en taquilla, esta película, igual que las demás del estilo de Abyss, también fracasaron en taquilla.
Hoy en día el filme fue valorado en los portales de información cinematográfica y entre la crítica profesional. En IMDb, por ejemplo, con aproximadamente 25 000 votos registrados, el filme obtiene una media ponderada de 5,8 sobre 10. En otro portal, Rotten Tomatoes, la película fue valorada por más de 5000 usuarios, los cuales le dieron una valoración media de 2,7 de 5, mientras que los 26 críticos profesionales, que valoraron la película en ese portal, le dieron una valoración media de 4,7 de 10. También cabe destacar que el 59 % de los usuarios de La Vanguardia la valoraron positivamente.